# Fabio Aru
Fabio Aru (ur. 3 lipca 1990 w San Gavino Monreale) – włoski kolarz szosowy.
We wrześniu 2021 zakończył karierę sportową.

## Najważniejsze osiągnięcia
2013
- 4. miejsce w Giro del Trentino
  -  1. miejsce w klasyfikacji młodzieżowej.
- 7. miejsce w Tre Valli Varesine
- 8. miejsce w Tour of Austria

2014
- 7. miejsce na Giro del Trentino
- 3. miejsce w Giro d’Italia
  - 1. miejsce na 15. etapie
- 5. miejsce w Vuelta a España
  - 1. miejsce na 11. i 18. etapie

2015
- 6. miejsce w Volta a Catalunya
- 2. miejsce w Giro d’Italia
  - 1. miejsce na 19. i 20. etapie
  -  1. miejsce w klasyfikacji młodzieżowej
  - koszulka lidera przez 1 etap (14.)
- 5. miejsce w Tour de Pologne
- 1. miejsce Vuelta a España
- 2. miejsce w Abu Dhabi Tour

2016
- 1. miejsce na 3. etapie Critérium du Dauphiné
- 6. miejsce na Letnich Igrzyskach Olimpijskich (start wspólny)

2017
- 1. miejsce w mistrzostwach Włoch (start wspólny)
- 5. miejsce w Critérium du Dauphiné
- 5. miejsce w Tour de France:
  - 1. miejsce na 5. etapie
- 3. miejsce w Mediolan-Turyn

2021
- 2. miejsce w Sibiu Cycling Tour
- 2. miejsce w Vuelta a Burgos

## Starty w Wielkich Tourach
| Grand Tour      | 2013 | 2014 | 2015 | 2016 | 2017 | 2018 | 2019 | 2020 | 2021 |
| --------------- | ---- | ---- | ---- | ---- | ---- | ---- | ---- | ---- | ---- |
| Giro d’Italia   | 42.  | 3.   | 2.   | –    | –    | DNF  | –    | –    | –    |
| Tour de France  | –    | –    | –    | 13.  | 5.   | –    | 14.  | DNF  | –    |
| Vuelta a España | –    | 5.   | 1.   | –    | 13.  | 23.  | DNF  | –    | 51.  |

## Rankingi
| Rok              | 2010 | 2011 | 2012 | 2013 | 2014 | 2015 | 2016 | 2017 | 2018 | 2019 | 2020 | 2021 |
| ---------------- | ---- | ---- | ---- | ---- | ---- | ---- | ---- | ---- | ---- | ---- | ---- | ---- |
| UCI World Tour   |      |      |      | 216. | 17.  | 5.   | 102. | 26.  | 127. |      |      |      |
| World Ranking    |      |      |      |      |      |      | 60.  | 32.  | 153. | 547. | 304. | 186. |
| UCI Europe Tour  | 266. | 117. | -    |      |      |      | 68.  | 123. | 317. | 417. | 252. | 158. |
| UCI Asia Tour    | -    | -    | -    |      |      |      | -    | 52.  | 52.  |      |      |      |
| UCI America Tour | -    | -    | -    |      |      |      | 17.  | -    | -    |      |      |      |
|                  |      |      |      |      |      |      |      |      |      |      |      |      |
| Źródło: UCI      |      |      |      |      |      |      |      |      |      |      |      |      |